# Parroquia de Richland
La parroquia de Richland (en inglés: Richland Parish), fundada en 1868, es una de las 64 parroquias del estado estadounidense de Luisiana. En el año 2000 tenía una población de 20.981 habitantes con una densidad poblacional de 15 personas por km². La sede de la parroquia es Rayville.

## Geografía
Según la Oficina del Censo, la parroquia tiene un área total de 1462 km² (564,5 mi²), de la cual 1446 km² (558,3 mi²) es tierra y 16 km² (6,2 mi²) (1.07%) es agua.

### Parroquias adyacentes
- Parroquia de Morehouse - norte
- Parroquia de West Carroll - noreste
- Parroquia de East Carroll - noreste
- Parroquia de Madison - este
- Parroquia de Franklin - sureste
- Parroquia de Caldwell - suroeste
- Parroquia de Ouachita - oeste

## Carreteras
- Interestatal 20
- U.S. Highway 80
- Carretera Estatal de Luisiana 15
- Carretera Estatal de Luisiana 17

## Demografía
En el 2000 la renta per cápita promedia de la parroquia era de $23,668, y el ingreso promedio para una familia era de $29,075. En 2000 los hombres tenían un ingreso per cápita de $28,471 versus $18,587 para las mujeres. El ingreso per cápita para la parroquia era de $12,479. Alrededor del 27.90% de la población estaba bajo el umbral de pobreza nacional.

## Ciudades y pueblos
- Delhi
- Mangham
- Rayville
- Start